# Bobbi Thorén
Bobbi Klas Göran Thorén, född den 7 februari 1948 i Gustavi församling, Göteborgs och Bohus län, Västergötland, död den 31 maj 2007 i Frillesås, Kungsbacka kommun, Hallands län, Halland, var en svensk långfärdscyklist.
Bobbi Thorén började med långfärdscykling i slutet av 1970-talet och genomförde ett stort antal krävande lopp. Till de inhemska meriterna hör: fem gånger Haparanda-Ystad, 160 mil med mindre än 3 dygn som bästa tid samt ett 30-tal Vätternrundor. 1993 körde han två rundor utan uppehåll, den andra av dem utanför arrangemanget. 
1993 deltog han som förste svensk i ultramarathontävlingen ’’Race Across America’’ (RAAM), 480 mil över USA från västkusten till östkusten. Det året genomfördes tävlingen i ovanligt höga temperaturer vilket gjorde att han bland annat tvingades bära en isfylld ryggsäck under de inledande ökenetapperna. Värmen ledde också till att han inte kunde hålla den fart han annars var kapabel till och han nådde därför inte målet inom maxtiden. Han vägrade dock att avbryta loppet och nådde slutligen Savannah med hjälp av sitt lika uthålliga serviceteam. Han fick en Honorable Mention av tävlingsledningen för denna prestation. 1997 cyklade han över den europeiska kontinenten från Nordkap till Gibraltar, 650 mil under 17 dygn. Då, liksom under RAAM, hade han enligt ultraregelverket en följebil för att endast behöva koncentrera sig på cyklingen.    
Han deltog också 1987, 1991 och 1995 i det 120 mil långa Paris-Brest-Paris (ett randonnelopp). Vid två av dessa tillfällen var han snabbaste svensk.
I en tidningsintervju förklarade han: Jag fascineras av möjligheten att med egen muskelkraft ta mig fram långa sträckor.
De cirka tre milen mellan bostaden i Frillesås och arbetsplatsen i Varberg trampade han i alla sorters väder; cykeln var för honom det naturliga färdmedlet.
Bobbi Thorén drabbades av leukemi, som ansågs övervunnen efter en omfattande behandlingsperiod, och han deltog 2006 i ännu en Vätternrunda. Ett återfall i samma sjukdom ändade hans liv. 